# MechWarrior 4: Vengeance
MechWarrior 4: Vengeance ist ein Kampfroboter-Simulationsspiel und ein Ego-Shooter sowie der vierte Teil der MechWarrior-Spielereihe. Das Spiel wurde von FASA Studio für Windows entwickelt und von Microsoft am 24. November 2000 in den Vereinigten Staaten sowie am 23. Januar 2001 in Deutschland veröffentlicht. Wie für die Reihe üblich, übernehmen die Spielenden die Steuerung von riesigen Kampfrobotern, die BattleMechs genannt werden, um mit diesen gegen feindliche BattleMechs und andere militärische Ziele vorzugehen. Es erschienen zwei Erweiterungen zum Spiel. Die erste wurde im November 2001 unter dem Titel Black Knight veröffentlicht. Etwa ein Jahr später, im November 2002, folgte die Standalone-Erweiterung Mercenaries.

## Handlung
Als Ian Dresari, der Sohn des Herzogs Eric Dresari, im Jahr 3063 mit Ruhm bedeckt aus den Clan-Kriegen heimkehrt, findet er seinen Heimatplaneten Kentares IV von feindlichen Truppen besetzt vor. Der Fürstenpalast wurde gestürmt, sein Vater ermordet und höchstwahrscheinlich ist niemand mehr aus seiner Familie am Leben. Er erfährt, dass die Invasoren auf Geheiß von Katherine „Katrina“ Steiner handelten, die ein Exempel an seinem Vater statuieren wollte, da dieser einer derer war, die gegen sie Stellung bezogen hatten, als sie die Herrschaft über das Commonwealth an sich riss. Auch wird ihm mitgeteilt, dass nun sein Cousin William Dresari, als Marionettenherrscher Steiners, den Thron von Kentares IV innehat. Mit der Unterstützung seines Onkels Peter Dresari, beschließt er daraufhin eine Rebellion zu entfachen, um seine Heimat von den Truppen Steiners zu befreien und als rechtmäßiger Erbe des Hauses Dresari, den Thron wieder zurückzuerobern.
In der Folge kommt es zu etlichen Kämpfen mit den Truppen Steiners. Zuerst auf dem Mond von Kentares IV und dann auf dem Planeten selbst. Im Laufe des Krieges wird auch Peter Dresari ermordet, dafür aber findet Ian heraus, dass seine Schwester Joanna noch immer am Leben ist. Nach einem kurzen Wiedersehen, trennen sich ihre Wege erneut und sie kämpfen gemeinsam an unterschiedlichen Fronten weiter. Als die Gefechte heftiger werden und die Rebellen sich dem Fürstenpalast nähern, der das erwählte Hauptquartier der Besatzungsmacht ist, werden Joanna und ihre Lanze (ein Verband aus mehreren Lanzenkameraden samt BattleMechs) von Steiner-Truppen überrannt, infolgedessen Joanna schwer verletzt wird und in umkämpften Gebiet um ihr Leben ringt. Ian muss sich an dieser Stelle entscheiden, ob er seine Schwester vor dem sicheren Tod retten will oder ob er ein verstecktes Waffenlager aufsuchen will, das sich bei der Rückeroberung des Palastes als unschätzbar wertvoll erweisen könnte. Nachdem er seine Wahl getroffen hat, kommt es im Palast zu einer letzten Schlacht gegen das Haus Steiner, an dessen Ende Ian auch das finale BattleMech-Duell gegen seinen Cousin William für sich entscheiden kann.
Je nachdem welche Wahl Ian trifft (dies obliegt den Spielenden), wird entweder er oder seine Schwester als Herzog bzw. Herzogin den Thron von Kentares IV besteigen.

## Spielprinzip
Das Grundprinzip des Spiels besteht darin, mithilfe eines BattleMechs andere BattleMechs und weitere feindliche militärische Ziele zu bekämpfen. Die BattleMechs können in einem MechLab mit verschiedenen Panzerungen, Waffen und Zusatzmodulen ausgerüstet werden. Wird ein Mech während eines Gefechts zu oft getroffen, kann dies beispielsweise zur Zerstörung der einzelnen Komponenten oder zur Absprengung ganzer Mech-Gliedmaßen führen.
Die Kampagne des Spiels umfasst 26 Missionen, wobei sich die Spielenden am Ende für eine der beiden möglichen finalen Missionen entscheiden müssen. Zusätzliche Mechs und Waffen werden während der Missionen durch das Plündern von Vorräten und die Bergung von ausgeschalteten feindlichen Mechs erbeutet. Des Weiteren stehen den Spielenden je Mission bis zu drei verbündete Lanzenkameraden zur Verfügung, denen Befehle wie etwa ein Ziel anzugreifen oder zu verteidigen erteilt werden können und deren Mechs ebenfalls individuell ausrüstbar sind.
MechWarrior 4: Vengeance bietet 21 verschiedene BattleMechs, von denen sieben völlig neu entworfen wurden und über 50 verschiedene Waffen. Mitenthalten ist auch ein Sofort-Gefechts-Modus, in dem beispielsweise feindliche Angriffswellen bekämpft oder die Missionen der Kampagne noch einmal nachgespielt werden können. Zudem steht ein Mehrspielermodus zur Verfügung, in dem bis zu 16 Teilnehmer im Jeder-gegen-jeden-Modus oder in Teams per LAN oder Internet gegeneinander antreten können.

## Erweiterungen

### MechWarrior 4: Black Knight
Die von Cyberlore Studios und FASA Studio entwickelte Erweiterung Black Knight erschien in den Vereinigten Staaten am 9. November 2001 und in Deutschland am 23. November 2001. Sie enthält eine neue 22 Missionen umfassende Kampagne, fünf neue BattleMechs, neue Waffen und neue Mehrspieler-Modi. Eine weitere Neuerung stellt der in der Kampagne verfügbare Schwarzmarkt dar, auf dem nicht benötigte Mechs und Waffen gegen benötigte Mechs und Waffen eingetauscht werden können.
Die Handlung spielt einige Jahre nach den Ereignissen von Vengeance und dreht sich rund um die namensgebende Söldner-Organisation Black Knight Legion, die von der Steiner-Fraktion angeheuert wird, um gegen Ian Dresari vorzugehen. Dieser hatte sich zuvor dafür entschieden auf die Rettung seiner Schwester zu verzichten und stattdessen das versteckte Waffenlager aufgesucht, was dazu führte, dass er zwar den Krieg gegen die Steiner-Truppen gewinnen und den Thron von Kentares IV besteigen konnte, sich jedoch ob dieser Entscheidung einige seiner Getreuen von ihm abwandten und eine neue, gegen ihn gerichtete, Rebellion entfachten. Die Black Knight Legion kann einige Gefechte mit den Truppen Dressaris für sich entscheiden. Als jedoch der Sold fällig wird, beschließt die Steiner-Fraktion, dass es günstiger ist, die Legion zu vernichten anstatt sie zu entlohnen und so wird diese durch einen unter der Führung von Major Clarissa Dupree erfolgenden Überraschungsangriff dezimiert. Die Überlebenden tun sich daraufhin mit den Rebellen zusammen und gehen vorerst weiter gegen Ian Dresari vor, der in der Folge zu Tode kommt. Danach überfallen sie den Mond Voltrat 3, um, nach einigen siegreichen Gefechten mit den dortigen Steiner-Truppen, tödliche Rache an Major Dupree zu nehmen.

### MechWarrior 4: Mercenaries
Die Standalone-Erweiterung Mercenaries wurde von Cyberlore Studios und FASA Studio entwickelt und von Microsoft am 8. November 2002 in den Vereinigten Staaten sowie am 21. November 2002 in Deutschland veröffentlicht. In ihr schlüpfen die Spielenden in die Rolle des Söldners Spectre, der sich in den Jahren 3066 bis 3067, während des FedCom Civil War, einen legendären Ruf zu erkämpfen gedenkt.
Das Spiel beginnt mit der Gründung eines eigenen kleinen Söldnerunternehmens, das wahlweise von einem der vier größeren Söldner-Organisationen Kell Hounds, Wolf’s Dragoons, Gray Death Legion und Northwind Highlanders gesponsert wird, wobei je nachdem wie die Wahl ausfällt, besondere Vorteile zur Verfügung stehen, wie etwa finanzielle oder technologische Boni. Im weitern Verlauf des Spiels ist es die Aufgabe der Spielenden, ihr Söldnerunternehmen immer weiter auszubauen, sodass in späteren Missionen erstmals bis zu zwei Lanzen mit jeweils vier BattleMechs in die Schlacht geführt werden können. Die dafür benötigten Mechs und Waffen werden zum einen erbeutet und zum anderen durch die Währung C-Bills erworben, die als Belohnung für erfüllte Aufträge ausgezahlt wird und mit der sich auch weitere Piloten für die Mechs anheuern lassen. Reichtum sowie Ruhm lassen sich zudem durch die Arena-Spiele auf dem Planeten Solaris VII mehren, bei denen der Spielcharakter gegen rivalisierende Mech-Piloten in Last-Man-Standing-Kämpfen antritt. Viele der gegnerischen Piloten haben Namen und Hintergrundgeschichten, die vom Ansager der Arena bekannt gegeben werden, der die Spiele in Echtzeit ständig kommentiert. Die Arenakämpfe sind in vier Gewichtsklassen unterteilt und finden in drei verschiedenen Arenen statt. Nachdem alle zwölf Spiele gewonnen worden sind, ist eine Teilnahme an der Meisterschaftsrunde möglich. Gewinnt der Spielcharakter auch diese, so wird er zum neuen Champion gekrönt.
Insgesamt stehen 36 verschiedene BattleMechs und 55 Missionen auf 10 verschiedenen Planeten zur Verfügung, wobei letztere nicht allesamt während einer einzigen Söldnerkarriere absolviert werden können. Die Spielenden haben dabei eine gewisse Kontrolle darüber, welche Missionen sie annehmen und in welcher Reihenfolge dies geschieht. Durch die Vergabe von Adels- und Schande-Punkten wirkt sich auch das Verhalten der Spielenden auf die verfügbaren Missionen aus. Schande-Punkte beispielsweise werden durch das Töten von Zivilisten erlangt, was in der Folge zu eher gewaltsameren und unethischen Einsätzen führt. Darüber hinaus beeinflusst auch die in den Missionen gewählte Loyalität zu den Häusern Steiner oder Davion die annehmbaren Aufträge und je nachdem, für welche Seite sich entschieden wird, kann einer von zwei Missionspfaden beschritten werden, die zu insgesamt drei verschiedenen Handlungsabschlüssen führen können.

## Weitere Veröffentlichungen
2002 wurden mit dem Inner Sphere ’Mech Pak und dem Clan ’Mech Pak zwei weitere kleine Mini-Erweiterungen für das Spiel veröffentlicht. Diese sind sowohl mit MechWarrior 4: Vengeance als auch mit MechWarrior 4: Mercenaries kompatibel und enthalten jeweils vier neue Mechs, neue Schlachtfelder, neue Waffen und neue Technologien, die jedoch allesamt nur in den Sofort-Gefechts- und Mehrspielermodi genutzt werden können. Erstere Erweiterung erschien am 14. Juni in den Vereinigten Staaten und am 20. August in Deutschland, zweitere am 25. Juli in den Vereinigten Staaten und am 22. August in Deutschland.
Am 8. Mai 2002 erschien in Deutschland die Spiele-Kompilation Die ‘Mech-Collection, die neben MechWarrior 4: Vengeance und der Erweiterung Black Knight auch das zum Genre gehörenden Spiel MechCommander 2 beinhaltet. Eine Wiederveröffentlichung erfolgte 2003. Etwa ein Jahr später, am 27. September 2004, kam die MechWarrior 4 Compilation auf den Markt, die das Hauptspiel sowie auch die beiden Erweiterungen enthält.
Der kanadische Spieleentwickler Mektek bot ab dem 30. April 2010 vorübergehend eine eigene Version von Mercenaries als freien Download an. In dieser waren auch die Mechs der Mini-Erweiterungen Inner Sphere ’Mech Pak und Clan ’Mech Pak in den Missionen spielbar. Zudem wurden eigene entwickelte Mechs und Waffen zur Verfügung gestellt.